# 조영제
조영제(contrast agent)는 의학촬영에 쓰이는 약품이다. 방사선촬영(X-rays), 자기공명영상(MRI)등의 의료 영상에서 체내 구조 또는 체액을 관찰하기 쉽도록 대비를 높이는 데 사용된다. 방사선을 자체적으로 방출하는 방사성 의약품과는 달리, 조영제는 외부 전자기나 초음파를 흡수하거나 변경한다. 생체에 미치는 부작용이 적은 물질을 사용하며, 아이오딘 화합물, 바륨 화합물, 가돌리늄 화합물 등이 있다.

## 같이 보기
- MRI 조영제